# Schizogenius sallei
Schizogenius sallei är en skalbaggsart som beskrevs av Jules Putzeys. Schizogenius sallei ingår i släktet Schizogenius och familjen jordlöpare. Inga underarter finns listade i Catalogue of Life.